# Choukhouti
Choukhouti (en géorgien შუხუთი) est une communauté villageoise située près de Lantchkhouti, Gourie, Géorgie, qui comprend les villages de Zemo Choukhouti et Kvemo Choukhouti. La région produit du calcaire, utilisé pour la fabrication de la chaux.

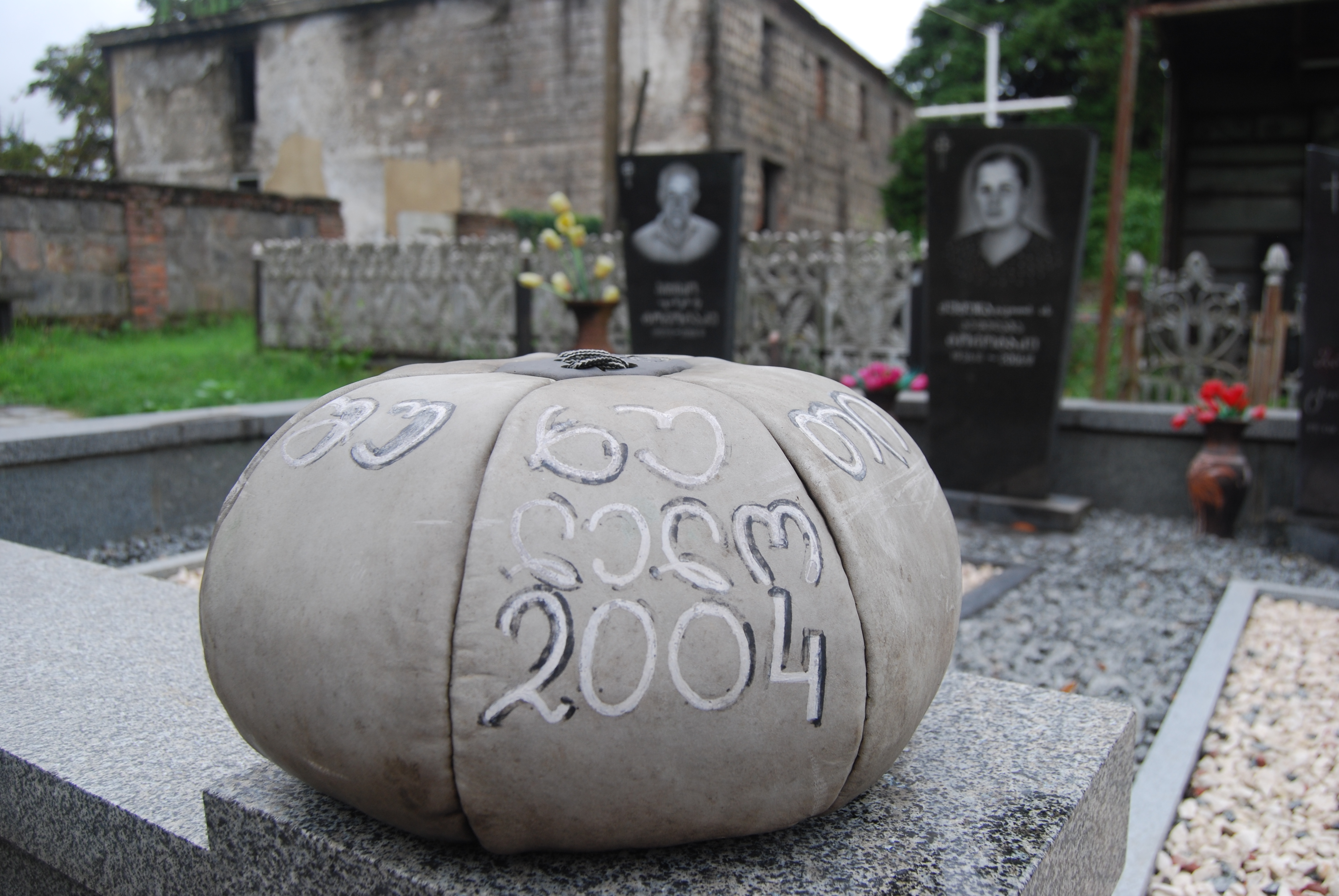
Un bal d'essai à Shukhut, au cimetière

## Histoire
La région est habitée depuis l'Antiquité. Une villa romaine avec une mosaïque de bain, la mosaïque de Choukhouti, a été découverte ici lors de fouilles en 1961. Les habitants sont chrétiens depuis le Ve ou le VIe siècle. Un château y était situé à cette époque. Le nom « Choukhouti » est d'abord enregistré dans les documents de 1708. Selon la tradition, il provient des Turcs, qui ont appelé cet endroit « Oukhouti » (Impossible).
En 1855, pendant la guerre de Crimée, la bataille de Nigoiti (ნიგოითის ბრძოლა) se déroula à proximité entre les forces russes et ottomanes.